# 3123 Dunham
3123 Dunham è un asteroide della fascia principale. Scoperto nel 1981, presenta un'orbita caratterizzata da un semiasse maggiore pari a 2,4616806 UA e da un'eccentricità di 0,1349020, inclinata di 1,99346° rispetto all'eclittica.
L'asteroide è dedicato all'astronomo statunitense David W. Dunham, promotore della International Occultation Timing Association.